# 劉子淵
劉子淵（14世紀—15世紀），江西吉安府萬安縣軫塘人，明朝政治人物。

## 生平
劉子淵是永樂元年（1403年）的舉人，次年（1404年）聯捷進士，獲授遵化知縣，對每人都仁愛，但被誣陷而寓居金臺二十年，遇赦而回鄉，自稱滄浪，著有《蒼浪集》流傳。

## 引用
1. 1 2  同治《萬安縣志·卷十二·人物志》：劉子淵，軫塘人，永樂甲申進士，授蘇州遵化縣令，性不因人而仁愛過之，以被誣寓金臺二十載，遇恩歸里，自號滄浪，著有《蒼浪集》。
2. ↑  同治《萬安縣志·卷十·選舉志》：永樂元年癸未鄉試 劉子淵〔見進士〕